# Joseph Baratte
Pour les articles homonymes, voir Baratte (homonymie).
Joseph Baratte, né en 1718 dans la province de Franche-Comté et mort le 26 mai 1803 à Besançon, est un apothicaire français. Il fonde une officine, la pharmacie Baratte de Besançon, dans laquelle naît l’écrivain Victor Hugo,.

## Biographie

### Famille
Joseph Baratte naît en 1718 à Fort-du-Plasne, ou au Lac-des-Rouges-Truites dans la région du Grandvaux. Il est le fils d'Alexis Baratte, négociant, et de Pierrette Prudon.

### Apothicaire bisontin
Apothicaire, il fonde une officine à Besançon en 1738. Il est reçu citoyen de Besançon en 1745,.
En 1754, il acquiert auprès de la famille Calf une maison à Besançon, située à l'époque place Saint-Quentin (actuelle place Victor-Hugo), dans laquelle il transfère son officine. Cette maison devient la pharmacie Baratte de Besançon,,. La famille Baratte y exerce le métier d'apothicaire jusqu'en 1800.
Sa maison accueille au 1er étage entre 1801 et 1802 le chef de bataillon Léopold Hugo et son épouse Sophie Trébuchet ; leur fils Victor Hugo y naît le 26 février 1802,,,.

### Persécutions révolutionnaires
En 1793, sous la Terreur révolutionnaire, il est accusé de « délit contre-révolutionnaire ». D'abord consigné à domicile avec gardes le 28 avril 1793, il est emprisonné à la Conciergerie puis interrogé le 1er brumaire an III (22 octobre 1794) avant d'être finalement remis en liberté le 4 brumaire de la même année, ; il doit sa libération à l'intervention auprès d'Antoine Fouquier-Tinville de son fils François-Xavier, employé au Comité de salut public, section des Armes, comme chef du bureau de la grosse artillerie.
En 1798 il héberge en secret dans sa maison de Bregille (quartier de Besançon) un prêtre catholique réfractaire émigré, le père Pierre Mathilde Bertin-Mourot (1760-1798), qui évangélise les faubourgs de Besançon,. Ce dernier est découvert et arrêté le 1er juin 1798,. Jugé par une commission militaire et condamné à mort, il est fusillé le 30 juillet 1798,. Accusé d'avoir caché ce prêtre, Joseph Baratte est arrêté, incarcéré à la maison d’arrêt de Besançon en juin 1798 et interrogé par le juge de paix Mâle,.

### Mort
Il décède le 6 prairial an X (26 mai 1803) à Besançon.

## Vie privée
Il épouse Françoise Julet (1723-1794) le 9 novembre 1745 à Besançon,. Le couple a 16 enfants, dont 2 prêtres catholiques.
Veuf, il épouse en 2de noce Jeanne Françoise Pomme.